# WS-2

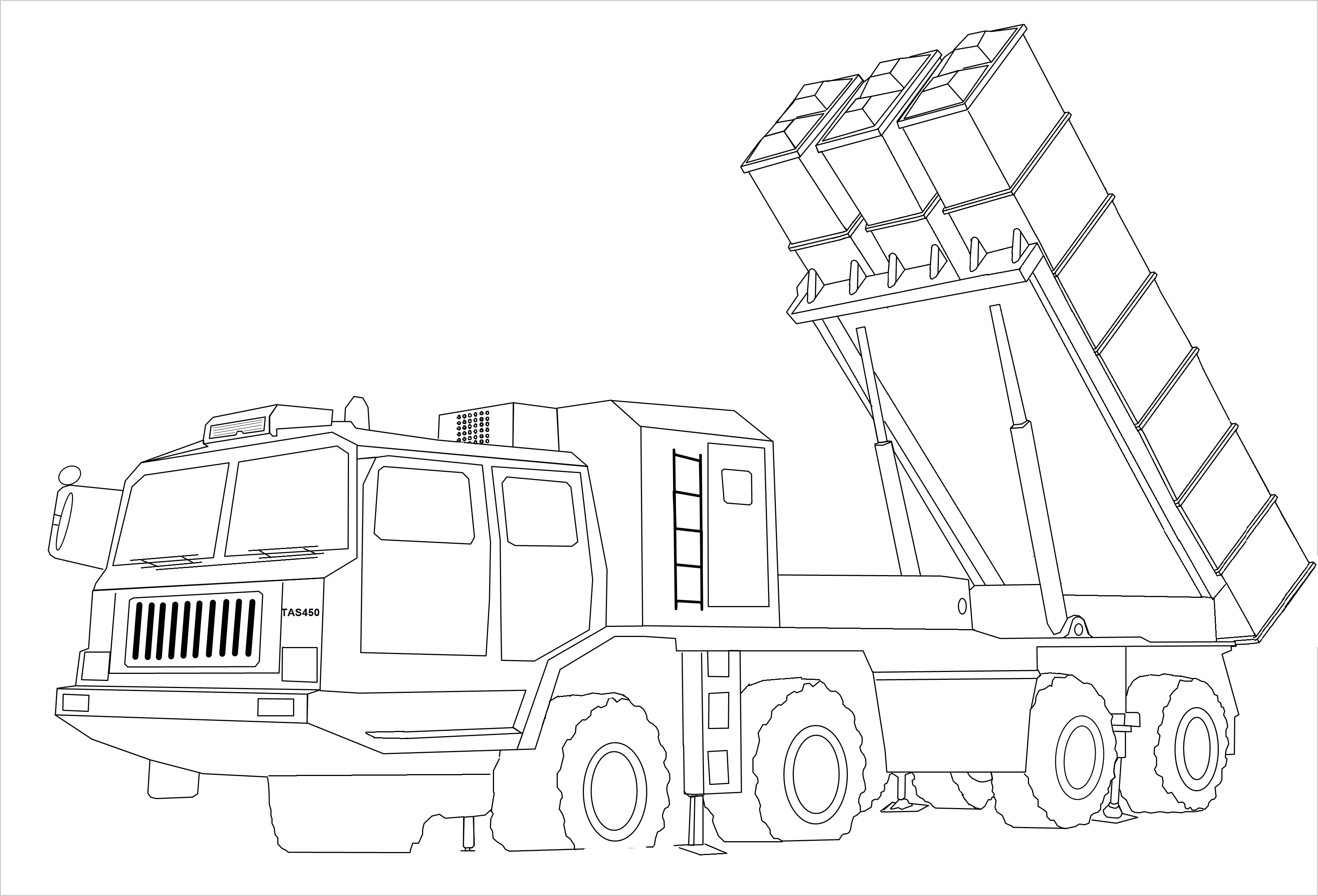
WeiShi WS-2D

Der WS-2 (卫士-2, WeiShi-2) ist ein auf Lkw montiertes Langstrecken-Mehrfachraketenwerfersystem der Volksrepublik China. Es dient zur Bekämpfung von Flächenzielen.

## Entwicklung
Das System wurde Anfang der 2000er-Jahre vom staatlichen Waffenhersteller SCAIC (Alit) entwickelt. Es ist eine Weiterentwicklung des WS-1. Der WS-2 wurde 2004 erstmals der Öffentlichkeit vorgestellt. Im Jahr 2006 wurde beobachtet, wie das System auf Landungsschiffen installiert wurde.

## Varianten
- WS-2: Standardvariante mit sechs Werferrohren; mit Raketen mit einer max. Bekämpfungsdistanz von 200 km; installiert auf einem Lkw Taian TAS-5380.
- WS-2C: Prototyp mit Raketen mit einer max. Bekämpfungsdistanz von 350 km.
- WS-2D: Prototyp mit Raketen mit einer max. Bekämpfungsdistanz von 400 km.
- WS-2F: Projekt mit Raketen mit einer max. Bekämpfungsdistanz von 500 km.
- WS-3: Variante mit Raketen mit GPS-Lenksystem. Max. Bekämpfungsdistanz 200 km.
- GWS-1: Vereinfachte Exportversion des WS-2; installiert auf einem Lkw Tiema XC-2030.
- A-200: Exportversion des WS-3. 2×4 Werferrohre installiert auf einem Lkw vom Typ WS2400.[2]

## Technik
Auf dem vierachsigen Lkw Taian TAS-5380 ist ein Rohrpaket mit sechs Rohren des Kalibers 400 mm montiert. Ein Raketenwerfer ist in der Lage, alle sechs Raketen innerhalb von zwölf Sekunden abzufeuern. Das Nachladen eines leeren Werfers dauert zwölf Minuten. Ein Bataillon von sechs WS-2-Systemen deckt mit insgesamt 36 Raketen eine Zielfläche von 1000 m × 1000 m ein.
Die Raketen sind drall- und flügelstabilisiert und verwenden eine rudimentäre Trägheitsnavigationsplattform. Die maximale Streuung einer Raketensalve liegt bei 0,17 % der Bekämpfungsdistanz (rund 340 m bei maximaler Bekämpfungsdistanz von 200 km). Die Raketen des WS-3-Systems verfügen über ein GPS-Lenksystem und haben gemäß Hersteller eine Treffergenauigkeit (CEP) von rund 45 m.
Der WS-2 verwendet folgende Raketen:
- ZDB-1 mit 540 Stück Bomblets (Submunition) mit kombinierter Splitter- und panzerdurchschlagender Wirkung. Jedes Bomblet hat einen Splitterwirkungskreis von rund 7 m und kann 85 mm Panzerstahl durchschlagen.
- ZDB-2 mit einem Splittergefechtskopf zu 200 kg mit 90 kg Sprengstoff. Splitterwirkungskreis 85–90 m.
- ZDB-3 mit 61 Bomblets mit kombinierter panzerbrechender, Splitter- und Brandwirkung. Jedes Bomblet kann 180 mm Stahlbeton durchdringen und erzeugt 200 Splitter. Die Brandladung hat einen Wirkungskreis von rund 4 m.
- ZDB-4 mit kombinierter Splitter- und Brandwirkung. Der Sprengkopf enthält 38.000 Stahlkugeln und 10.000 Brandpellets. Wirkungskreis 85 m (Splitter), 45 m (Brand)
- ZDB-5 mit einem thermobarischen (FAE) Gefechtskopf mit einer Brandladung von 120 kg. Diese entwickelt in einem Umkreis von 25 m einen Überdruck von 0,1 Mpa.

## Verbreitung
- Volksrepublik China (Heer)
- Sudan 1 Batterie (Armee)[4]

## Technische Daten Raketen
| System                  | WS-2                        |
| ----------------------- | --------------------------- |
| Rakete                  | ZDB-2                       |
| Hersteller              | SCAIC                       |
| Antrieb                 | einstufig, HTPB-Feststoff   |
| Geschwindigkeit         | Mach 5,6                    |
| Länge                   | 7,3020 m                    |
| Rumpfdurchmesser        | 400 mm                      |
| Gewicht                 | 1.285 kg                    |
| Sprengkopf              | 200-kg-Splittergefechtskopf |
| min. Bekämpfungsdistanz | 70 km                       |
| max. Bekämpfungsdistanz | 200 km                      |
| Kursabweichung          | <0,17 %                     |